# Bandeira de Oremburgo
A Bandeira de Oremburgo é um dos símbolos oficiais do Oblast de Oremburgo, uma subdivisão da Federação Russa. Foi aprovada em 17 de novembro de 1997. 

## Descrição
A bandeira consiste em um retângulo vermelho na proporção largura-comprimento de 2:3. No centro está está localizado o brasão de armas do oblast. A altura total do brasão é equivalente à 0,6 da largura total da bandeira. As cores, especialmente o vermelho, e símbolos presentes na bandeira, como os ramos entrelaçados por listéis remetem às bandeiras e outros símbolos da União Soviética e suas subdivisões.
O padrão de desenho da bandeira é semelhante ao usado nas bandeiras de Krasnoiarsk e Briansk, o que as tonam bastante parecidas entre si.